# Dietmar Krause

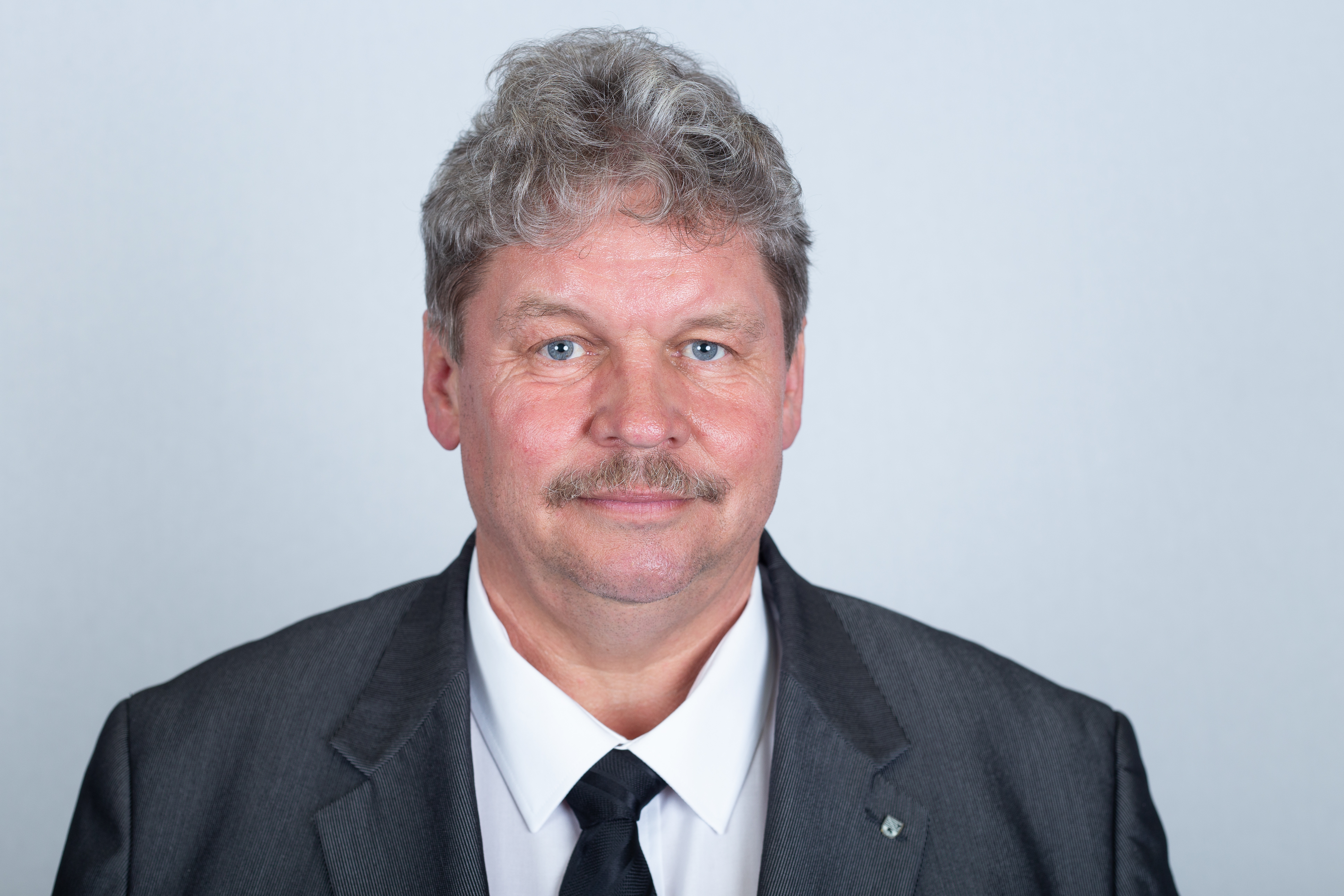
Dietmar Krause 2018

Dietmar Krause (* 20. November 1960 in Kleinpaschleben) ist ein deutscher Politiker (CDU). Er ist seit 2011 Mitglied des Landtags von Sachsen-Anhalt.

## Leben und Beruf
Krause besuchte die polytechnische Oberschule in Kleinpaschleben und machte 1980 in Leuna sein Abitur. Ab 1980 war Krause im Kranbau Köthen beschäftigt und arbeitete dort – mit Unterbrechung in den Jahren 1983 und 1984, als er seinen Grundwehrdienst ableistete – bis 1992. Nach zwei Jahren als Geschäftsführer für die CDU wurde Krause 1995 bis 2002 Mitarbeiter im Bundestagsabgeordnetenbüro von Manfred Lischewski und daran anschließend von 2002 bis einschließlich März 2011 im Abgeordnetenbüro des Mitgliedes des Bundestags Ulrich Petzold.
Ehrenamtlich engagiert Krause sich als Präsident des Fußballvereins SV Kleinpaschleben, als Mitglied des Posaunenchors Köthener Blech und als Mitglied im Gemeindekirchenrat Trinum, Zabitz und Thurau. Krause ist evangelisch, verheiratet und Vater eines Sohnes.

## Politik
Krause trat am 1. März 1985 in die CDU der DDR ein. Ab 1990 war er Vorsitzender des CDU-Ortsverbands Zabitz. Von 1993 bis 1994 war er als Geschäftsführer der CDU-Kreisverbände Zerbst und Köthen tätig. 1995 wurde er Mitglied des CDU-Kreisvorstands.
Im Jahr 1990 wurde Krause Gemeinderatsmitglied in Zabitz (Osternienburger Land). Er war als Kreistagsabgeordneter des ehemaligen Landkreis Köthen im Fraktionsvorstand, Mitglied des Bauausschusses und Vorsitzender des Ausschusses für Umwelt und Landwirtschaft. Im Rat der Einheitsgemeinde Osternienburger Land war Krause Vorsitzender der Fraktion von CDU und Freien Wählern.
Als Erich Reichert aus Altersgründen nicht wieder für den Landtag kandidierte, wurde Krause am 12. März 2010 zum Nachfolger als Landtagskandidat der CDU im Wahlkreis 23 (Zerbst) nominiert. Bei der Landtagswahl in Sachsen-Anhalt am 20. März 2011 konnte er mit 32,4 % der Erststimmen das Direktmandat gewinnen. Er ist seit dem 19. April 2011 Abgeordneter des sachsen-anhaltischen Landtags.  Seit 1. April 2011 ist Krause Mitglied des Landtages von Sachsen-Anhalt. Dort ist er Mitglied im Ausschuss für Inneres und Sport, im Ausschuss für Arbeit und Soziales sowie im 13. parlamentarischen Untersuchungsausschuss. Er ist sportpolitischer Sprecher seiner Landtagsfraktion. Bei der Landtagswahl 2016 gewann Krause das Direktmandat im Wahlkreis 23 (Zerbst) mit 29,3 %, bei der Landtagswahl 2021 mit 36,5 % der Erststimmen.